# Galáxia Anã de Reticulum III
A Galáxia Anã de Reticulum III (ou Reticulum 2) é uma galáxia anã satélite da Via Láctea e que faz parte do Grupo Local. Esta galáxia que foi descoberta em 2015, encontra-se na constelação de Reticulum, localizada a 92 kpc da Terra. É classificada como uma galáxia anã esferoidal (dSph) o que significa que ela tem uma forma aproximadamente arredondada com um raio de cerca de 0,13 kpc.